# Западный мост (Ростов-на-Дону)
Западный (Гниловской) мост — мост через реку Дон в Ростове-на-Дону.

## История
Во второй половине XX века в Ростове-на-Дону были построены два железнодорожных мостовых перехода через Дон: в 1963 году появился однопутный мост через Нахичеванскую протоку и основное русло Дона в районе Зелёного острова, а в 1983 году — двухпутный мост через Дон в районе Гниловской на западном обходе ростовского узла, который был совмещённым с автодорожным (открыт в 1987 году).
Еще с дореволюционного времени в станице Гниловской (ныне Железнодорожный район Ростова-на-Дону), существовала железнодорожная станция и мост.

## Галерея

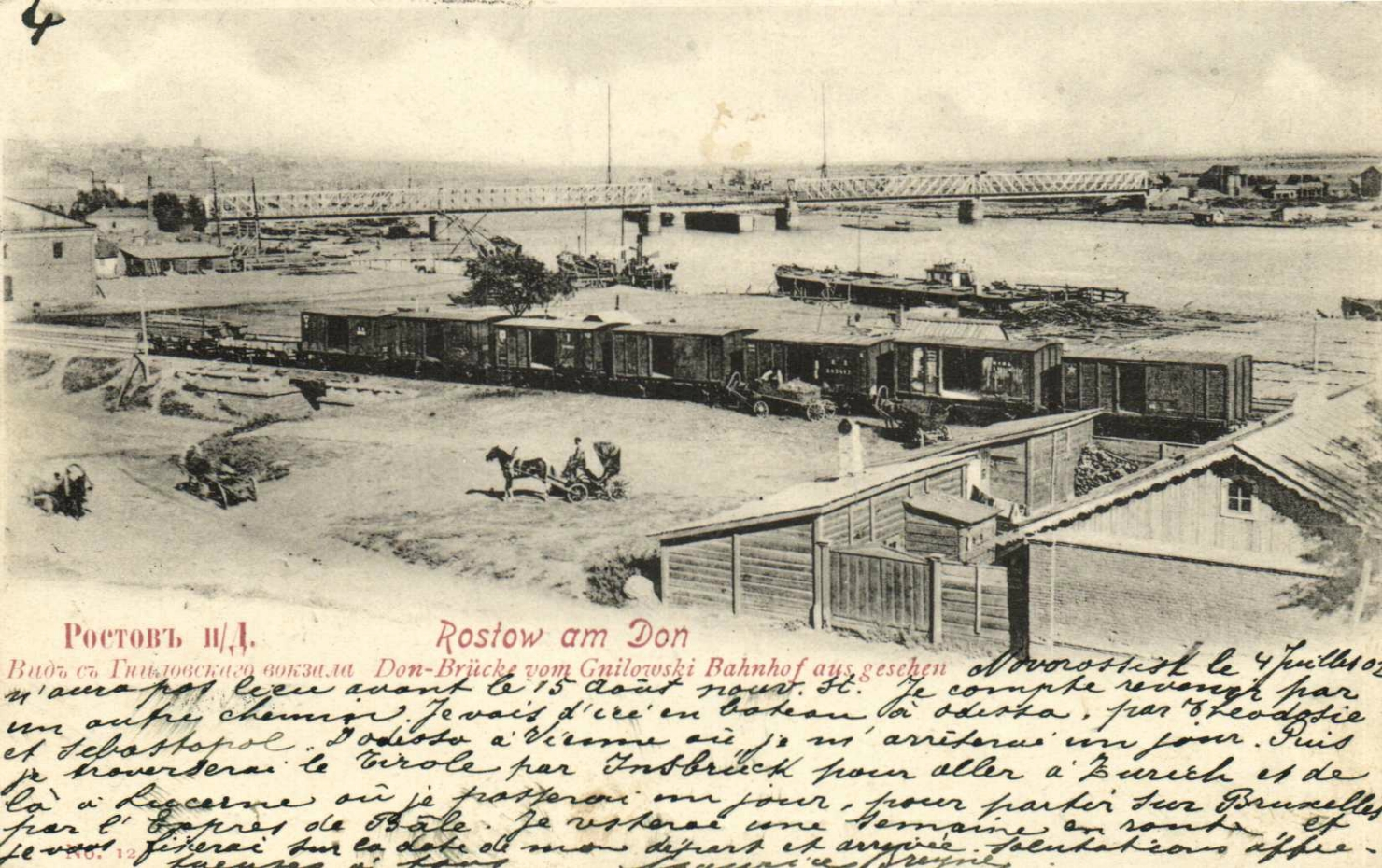
Гниловской ЖД вокзал
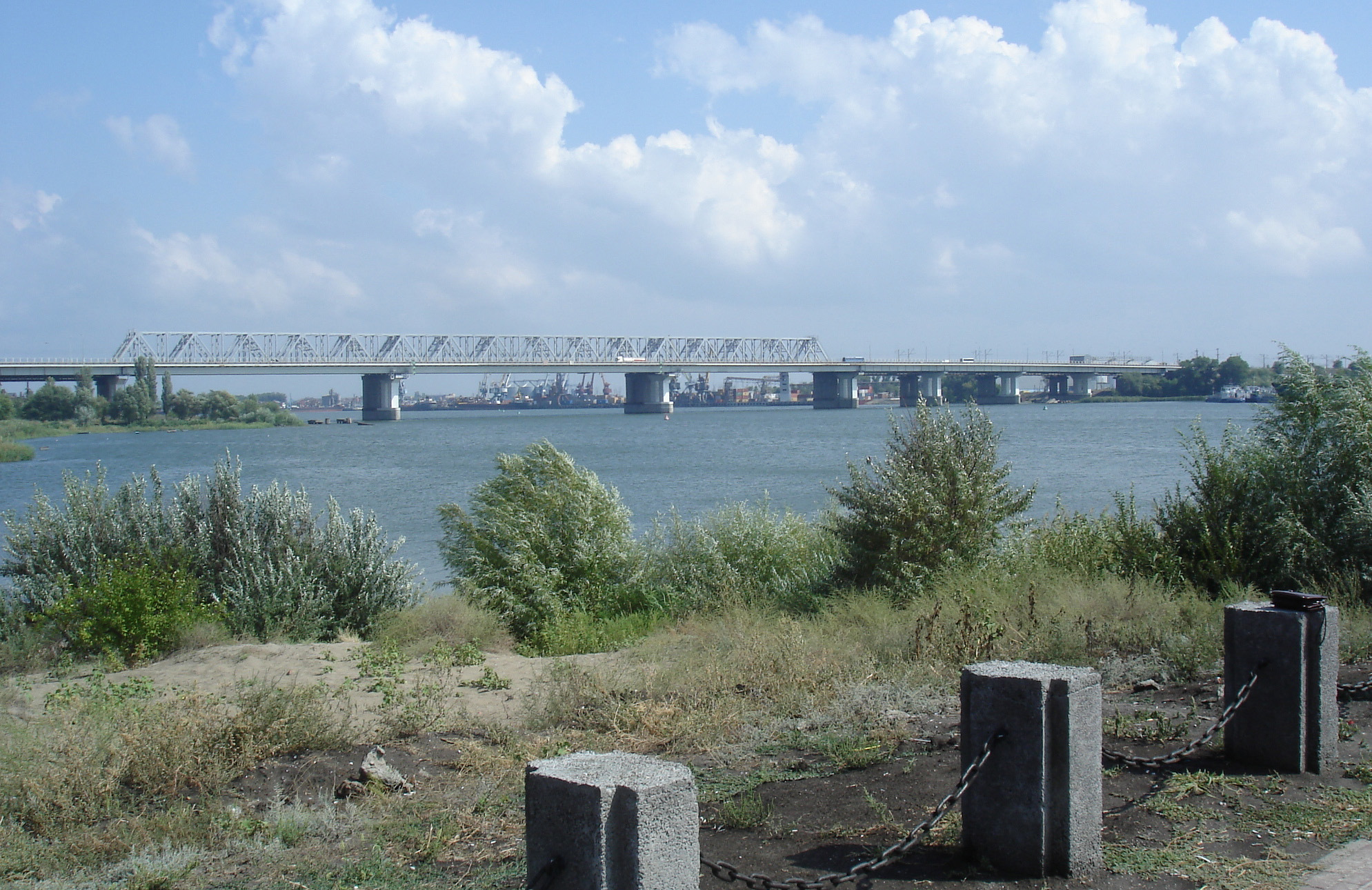
Гниловской мост в 2013 году